# Békési Eszter
Békési Eszter (Debrecen, 2002. január 19. –) Európa-bajnoki bronzérmes magyar úszó, olimpikon.

## Pályafutása
Kiscsoportos óvodás korában kezdett el úszni. Később a berettyóújfalui Herpály Sportúszó Egyesületben, majd 2017 végéig a hajdúszoboszlói Árpád SE-ben versenyzett, ahol sprinttávokon (50 és 100 m-en) nevelkedett. 2018-tól az Egri Úszó Klub sportolója, ahol már inkább a 100 és 200 m-es távokra edz.
2018 júliusában az ifjúsági úszó-Európa-bajnokságon, Helsinkiben 50 méteres mellúszásban a huszonhetedik, 100 méteres mellúszásban a tizedik helyen végzett, 200 méteres mellúszásban új egyéni csúccsal a tizenegyedik lett.
2019 májusában a FINA által rendezett Champions Swim Series versenysorozat budapesti állomásán 200 méteres mellúszásban új egyéni csúccsal lett második, legyőzve Katie Meilit és Molly Hannist. A 2019-es junior vb-n 100 méter mellen nyolcadik, 200 méter mellen (olimpiai A szinttel) ötödik helyen végzett. 2019 novemberében megnyerte a dohai világkupa verseny 200 méteres mellúszó számát. A 2019-es rövid pályás úszó-Európa-bajnokság 50 méteren a 43., 100 méteren egyéni csúccsal a 33., 200 méteren újabb egyéni csúccsal a 14. helyezést szerezte meg. A tokiói olimpián 200 méteres mellúszásban a 25. helyen végzett.

### Magyar bajnokság
| 50 méteres medence     | 2018 | 2019 | 2020 | 2021 | 2022 | 2023 | 2024 |
| ---------------------- | ---- | ---- | ---- | ---- | ---- | ---- | ---- |
| 50 m mell              | 7.   | 5.   | 6.   | 8.   |      | 5.   | 5.   |
| 100 m mell             | 3.   | 1.   | 4.   | 2.   | 3.   | 3.   | 2.   |
| 200 m mell             | 2.   | 1.   | 1.   | 1.   | 1.   | 1.   | 1.   |
| 4 × 100 m gyors        | 8.   |      | 7.   |      |      | 5.   | 5.   |
| 4 × 200 m gyors        |      |      | 4.   | 2.   |      | 3.   | 2.   |
| 4 × 100 m vegyes       | 2.   |      | 7.   | 5.   |      | 3.   | 5.   |
| 4 × 100 m gyors (mix)  |      |      | 5.   |      |      |      |      |
| 4 × 100 m vegyes (mix) |      |      |      |      | 6.   | 1.   | 2.   |

## Rekordjai
200 m mell, rövid pálya
- 2:20,57 (2021. november 13., Kaposvár)[17]